# Рава (місто)
Рава (араб. راوة) — місто на заході Ірака, розташовано на території мухафази Анбар.

## Географія
Місто знаходиться в північній частині мухафази, на лівому березі річки Євфрат, на висоті 160 метрів над рівнем моря. Рава розташована за 170 км на північний захід від Ер-Рамаді, адміністративного центру провінції та за 250 км на північний захід від Багдада, столиці країни.

### Клімат
Місто знаходиться у зоні, котра характеризується кліматом тропічних пустель. Найтепліший місяць — липень із середньою температурою 33.9 °C (93 °F). Найхолодніший місяць — січень, із середньою температурою 8.3 °С (46.9 °F).
| Клімат Рави             | Клімат Рави | Клімат Рави | Клімат Рави | Клімат Рави | Клімат Рави | Клімат Рави | Клімат Рави | Клімат Рави | Клімат Рави | Клімат Рави | Клімат Рави | Клімат Рави | Клімат Рави |
| Показник                | Січ.        | Лют.        | Бер.        | Квіт.       | Трав.       | Черв.       | Лип.        | Серп.       | Вер.        | Жовт.       | Лист.       | Груд.       | Рік         |
| Середня температура, °C | 8,3         | 10,8        | 14,9        | 20,5        | 26,2        | 30,8        | 33,9        | 32,9        | 29,3        | 22,9        | 14,9        | 9,8         | 21,3        |
| Норма опадів, мм        | 31.2        | 29          | 35.5        | 31.9        | 9.6         | 0.1         | 0           | 0           | 0.2         | 6.2         | 18.6        | 29.1        | 191.4       |
| Днів з опадами          | 8,4         | 7,3         | 6,8         | 5,8         | 2,7         | 0,8         | 1,5         | 1,7         | 1,1         | 2,6         | 4,4         | 6,8         | 49,9        |
| Вологість повітря, %    | 65.3        | 59.6        | 54.3        | 49.8        | 40          | 28.9        | 26.9        | 29.5        | 32.1        | 44.2        | 56.5        | 65.4        | 46          |
| ----------------------- | ----------- | ----------- | ----------- | ----------- | ----------- | ----------- | ----------- | ----------- | ----------- | ----------- | ----------- | ----------- | ----------- |
| Джерело: Weatherbase    |             |             |             |             |             |             |             |             |             |             |             |             |             |

## Сучасна історія
ІДІЛ мало оруду над містом з червня 2014 року. 17 листопада 2017 року шиїтська міліція захопила місто.